# Tadeusz Andruszków
Tadeusz Andruszków (ur. 18 listopada 1920 we Lwowie, zm. 27 września 1940 w Anglii) – sierżant pilot Polskich Sił Powietrznych, starszy sierżant (ang. Flight Sergeant) Królewskich Sił Powietrznych.

## Życiorys
W 1939 roku ukończył Szkołę Podoficerów Lotnictwa dla Małoletnich i otrzymał przydział do 162 eskadry myśliwskiej. Brał udział w walkach podczas kampanii wrześniowej. Przez Rumunię przedostał się do Francji. Nie ukończył szkolenia na francuskich samolotach z powodu ewakuacji do Anglii, gdzie przybył 21 lipca 1940 roku. Otrzymał numer służbowy P-5125.
Przydzielony do dywizjonu 303. Przeszkolony w 5 OTU (No. 5 Operational Training Unit), wrócił do dywizjonu 10 września 1940. 15 września 1940 został zestrzelony nad Dartford – uratował się skacząc ze spadochronem.
Zginął w walkach powietrznych nad Anglią 27 września 1940, pilotując Hawker Hurricane'a I (kod RF-J, numer V6665), jego płonący samolot rozbił się na farmie Holywych Farm koło Cowden. Został pochowany na cmentarzu w Northwood, grób H-208.

## Odznaczenia
- Polowa Odznaka Pilota
- Krzyż Walecznych[6]
- Medal Lotniczy

## Zwycięstwa powietrzne
Na liście Bajana został sklasyfikowany na 210. pozycji. Zaliczono mu zniszczenie 1 i 1/2 samolotu nieprzyjaciela zestrzelonego na pewno.
- 1/2 Do-215 (Do-17Z-2 z 9/KG76) - 15 września 1940 (pilotował Hurricane'a P3939)
- He-111 - 26 września 1940